# Особливі заслуги перед Україною
Особливі заслуги перед Україною — юридична категорія — поняття офіційного статусу, який надається вповноваженими державними комісіями громадянам України, які мають особливі заслуги перед державою у сфері військово-оборонної, державної, громадської, господарської, наукової, культурної, освітньої, охоронно-оздоровчої, спортивної, педагогічно-виховної діяльності, відзначені найвищими державними нагородами та почесними званнями України.

## Нормативна база
Встановлення статусу особи, яка має особливі заслуги перед Україною та розміри належних соціальних виплат встановлюються Законом України «Про пенсії за особливі заслуги перед Україною».
Особами, що мають особливі заслуги перед Україною, вважаються :
Особи, нагороджені орденом Героїв Небесної Сотні, Герої Радянського Союзу, повні кавалери ордена Слави, особи, нагороджені чотирма і більше медалями “За відвагу”, а також Герої Соціалістичної Праці, удостоєні цього звання за працю в період Другої світової війни.
Особами, які мають особливі заслуги перед Батьківщиною, вважаються також особи, які брали безпосередню участь у захисті суверенітету та територіальної цілісності України та яким, починаючи з 2014 року, присвоєно звання Герой України з врученням ордену “Золота Зірка”, яких, починаючи з 2014 року, нагороджено орденом Богдана Хмельницького трьох ступенів, “За мужність” трьох ступенів, княгині Ольги трьох ступенів.

## Встановлення статусу
При всіх обласних державних адміністраціях, а також міських адміністраціях міст Києва та Севастополя діють вповноважені державні комісії, які розглядають документи претендуючих громадян, або офіційних державних органів. Документи службовців загальнонаціонального рівня розглядаються Комісією з встановлення пенсій за особливі заслуги перед Україною при Кабінеті Міністрів України. Встановлення розміру пенсій за особливі заслуги перед Україною певним категоріям громадян, законодавством покладено на територіальні органи Пенсійного фонду України. Рішення вповноважених комісій надсилаються до територіальних органів Пенсійного фонду України, які щомісячно здійснюють належні соціальні виплати, розмір яких залежить від законодавчо встановлюваного розміру прожиткового мінімуму в державі.